# Génie mécanique
Le génie mécanique (ou l'ingénierie  mécanique) désigne l'ensemble des connaissances liées à la mécanique, au sens physique (sciences des mouvements) et au sens technique (étude des mécanismes). Ce champ de connaissances va de la conception d'un produit mécanique au recyclage de ce dernier en passant par la fabrication, la maintenance, etc.

## Disciplines du génie mécanique
Données dans l'ordre du cycle de vie d'un produit mécanique.
1. Conception de produit : analyse fonctionnelle, dessin industriel, conception assistée par ordinateur.
2. Mécanique : statique, cinématique, dynamique, mécanique du solide, mécanique des solides déformables ou résistance des matériaux, mécanique des fluides (hydrostatique, hydrodynamique, aérodynamique).
3. Mécanique appliquée au bâtiment : calcul de la thermodynamique des édifices, domotique, électricité, préparation des plans et devis, surveillance des travaux, contrôle des prix, CAO, Modélisation et simulation, Calcul des structures ...
4. Construction mécanique : dimensionnement et calcul d'éléments standards (roulements à billes, vérins, moteurs, etc.).
5. Service industrialisation : Fabrication assistée par ordinateur (FAO).
6. Gestion de la production : GPAO.
7. Production : procédé de production.
8. Automatisation.
9. Métrologie.
10. Qualité.
11. Maintenance : GMAO.
12. Recyclage.

## Diplômes du domaine en France
- Diplômes d'ingénieur en génie mécanique.
- Licences et Masters spécialisés en génie mécanique.
- Diplôme national des métiers d’arts et du design spécialité horlogerie (DNMADE, ex-DMA).
- Diplôme universitaire de technologie en génie mécanique et productique (GMP).
- Diplôme universitaire de technologie en qualité, logistique industrielle et organisation (QLIO). (ex OGP : Organisation et Gestion de la Production).
- Diplôme universitaire de technologie en science et génie des matériaux (SGM).
- Brevet de technicien supérieur, Conception de produits industriels (CPI).
- Brevet de technicien supérieur, Industrialisation des produits mécaniques (IPM).
- Baccalauréat scientifique, filière « Sciences de l'ingénieur » (SI).
- Baccalauréat Sciences et technologies industrielles (STI).
- Baccalauréat Études et définitions de produits industriels (EDPI).
- Baccalauréat Technicien d'usinage (TU).
- Brevet des Métiers d'Art horlogerie  (BMA, ex-BacPro).

## Diplômes du domaine en Suisse
- Bachelor of Science HES-SO en génie mécanique, ainsi qu'en conception et conception de systèmes mécaniques.
- Master of Science EPFL en génie mécanique.